# Байкал Электроникс
«Байкал Электроникс» (англ. Baikal Electronics) — российская бесфабричная компания, занимающяся проектированием интегральных микросхем (процессоров и систем на кристалле) с архитектурой MIPS и ARM). Разрабатывает для своей продукции SDK, типовые дизайны материнских плат и системное программное обеспечение. Сотрудничает с поставщиком ПО для проектирования микросхем Synopsys, разработчиками СФ-блоков (ARM, Imagination Technologies) и фабрикой по производству микросхем TSMC.
Компания первой в России спроектировала ЦПУ с суперскалярными ядрами.
Из-за вторжения России в Украину компания находится под международными санкциями стран Евросоюза, США и ряда других стран

## Основные виды деятельности компании
- разработка интегральных микросхем;
- разработка SDK для разработчиков программного и аппаратного обеспечения под разрабатываемые процессоры.

## Продукция
- Процессор Baikal-T1 (BE-T1000);
- Процессор Baikal-M lite;
- Процессор Baikal-M (BE-M1000);
- Процессор Baikal-M2;
- Процессор Baikal-L;
- Процессор Baikal-S (BE-S1000);
- Процессор Baikal-S2;
- BFK 3.1 отладочная плата на базе процессора Baikal-T1;
- BFK 3.7 отладочная плата на базе процессора Baikal-M.

## История
ОАО «Байкал Электроникс» было зарегистрировано в Москве 11 января 2012 года как дочерняя компания ООО «Т-платформы».
3 марта 2012 года зарегистрировано ООО «Т-Нано» как совместное предприятие ООО «Т-платформы» и Фонда инфраструктурных и образовательных программ «Роснано» (ФИОП) с долями 50,5 % и 49,5 % соответственно.
В мае 2012 года в качестве техническим директором компании назначен Григорий Хренов — доктор физико-математических наук, профессор МИЭТ, работавший до этого в ОАО НИИМЭ и Микрон на позиции заместителя главного конструктора и в Cadence Design Systems на должности Engineering Director.
В августе 2012 года «Байкал Электроникс» заключила первое соглашение о сотрудничестве с тайваньским производителем полупроводниковых микросхем TSMC.

### Санкции США (2013), выбор платформы MIPS
8 марта 2013 года на материнскую компанию «Т-Платформы» были наложены санкции США, вследствие чего возникли задержки в получении лицензии на процессорные технологии английской компании Arm Limited.
23 марта 2013 года процентное соотношение долей собственности в ООО «Т-Нано» изменилось: «Т-Платформы» — 37,17 %, ФИОП — 62,83 %. В то же самое время для ведущейся разработки первого процессора компании Baikal-T1 (BE-T1000) по техпроцессу 28 нм в «Байкал Электроникс» выбрали архитектуру MIPS компании Imagination Technologies. 31 декабря 2013 года санкции против «Т-платформ» были сняты.
20 февраля 2014 года было заключено лицензионное соглашение на использование технологии между АО «Байкал Электроникс» и Arm Limited.
27 мая 2014 было заключено трёхстороннее инвестиционное соглашение между «Т-Нано», «Байкал Электроникс» и «Т-Платформы», согласно которому «Т-Нано» выступило инвестором проекта по разработке, производству и продаже линейки микропроцессоров «Байкал». Точная сумма инвестиций неизвестна, однако известно, что при создании «Т-Нано» ФИОП инвестировал в неё 1,2 млрд руб., а «Т-платформы» планировало выделить 800 млн руб.
В июне 2014 в состав акционеров компании вошло «Т-Нано» с долей «25% + 1 акция», доля «Т-Платформ» уменьшилась до «75% — 1 акция».

### Платформа ARM, процессор Baikal-M
В 2014 году после заключения инвестиционного соглашения с «Т-Нано» «Байкал Электроникс» начала работы по созданию второго процессора Baikal-M. Разработка осуществлялась по заказу Минпромторга. К 2015 году планировалось создать линейку микропроцессоров Baikal: 8-ядерные Baikal-M и Baikal M/2 (Baikal-M lite) для персональных компьютеров и микросерверов на архитектуре ARM Cortex А-57 по техпроцессу 28 нм, а в конце 2016-го — 16-ядерных серверных процессоров по технологии 16 нм. Общая стоимость разработки была зафиксирована на сумме 2,3 млрд руб., из них компания получила от государства 1,1 млрд руб. График работ был утверждён до мая 2018, когда продукт должен был уже быть выведен на рынок.
15 мая 2015 года «Байкал Электроникс» получило лицензию ЛСЗ № 0011055 14287Н, а 1 марта 2016 года — ЛСЗ № 0012494 14964Н «Разработка, производство, распространение шифровальных (криптографических) средств, информационных систем и телекоммуникационных систем, защищённых с использованием шифровальных (криптографических) средств», обе выданы Центром по лицензированию, сертификации и защите государственной тайны ФСБ. Полученные лицензии были необходимы для продолжения работ над процессорами Baikal-M и Baikal-S.

### Внедрение процессора Baikal-T1
25 мая 2015 года был представлен инженерный образец совместной разработки «Т-платформы» с АО «Станкопром» — промышленная система с числовым программным управлением на базе процессора Baikal-T1 «Ресурс-30».
26 мая 2015 года получены инженерные образцы Baikal-T1.
31 августа 2015 года сообщалось, что экспертный совет Фонда развития промышленности одобрил целевой заём размером 500 млн руб. для запуска промышленного производства процессоров Baikal-T1. Суммарные же затраты оценивались в 778 млн руб., из них 278 млн руб. планировали выделить «Т-платформы».
В сентябре 2015 года компания Lenovo объявила о подписании меморандума о научно-техническом сотрудничестве в производстве техники на базе процессоров линейки Baikal и представила моноблок ThinkCentre Tiny-in-one 23″ на его базе. Однако дальше образца и меморандума дело не продвинулось.

### Субсидии
6 ноября 2015 «Байкал Электроникс» заключила договор на 500 млн руб. с Федеральным государственным автономным учреждением «Российский фонд технологического развития». Деньги были выделены из средств федеральной целевой программы «Развитие электронной компонентной базы и радиоэлектроники на 2008—2015 гг.» Минпромторга. Срок предоставления займа до 06.11.2020. К 2020 году «Байкал Электроникс» планировала выпустить не менее 5 млн процессоров.
В январе 2016 года компания объявила, что готова разработать и подготовить к выпуску две линейки Arm-процессоров по топологии 28 нм, а к концу 2017 г. — ещё одну по топологии 16 нм.
8 июля 2016 года была изменена форма собственности с ОАО на АО, после чего «Байкал Электроникс» прекратило публично отчитываться о работе.
12 сентября 2016 года стало известно, что к середине 2018 года в промышленное производство выйдет российское МФУ на базе Baikal-T1. Статус проекта на август 2021 года неизвестен.
В октябре 2016 года начинается разработка серверного процессора Baikal-S.

### Статус российского продукта
26 ноября 2016 года Baikal-T1 получил статус интегральной схемы российского производства в соответствии с указаниями Постановления Правительства № 719 от 17 июля 2015 года «О критериях отнесения промышленной продукции, не имеющей аналогов, произведённых в Российской Федерации».
27 февраля 2017 года проект по запуску производства Baikal-T1 стал лауреатом «Премии развития» ВЭБ.РФ.

### Продолжение производства Т1
28 марта 2017 года было завершено изготовление второй промышленной партии Baikal-T1.
В апреле 2018 года Baikal-T1 поступил в свободную продажу в составе оценочных плат BFK3.1, а с 1 июня 2018 года начались продажи отдельных процессоров по цене 3990 рублей.
В 2018 году с отставанием на 1 год была завершена разработка процессора Baikal-M и появился его первый опытный образец.

### Демонстрация процессора Baikal-M
2 октября 2019 года процессор Baikal-M был представлен на закрытой презентации для госучреждений.
22 октября 2019 года Baikal-M был официально представлен широкой общественности.
18 ноября 2019 года стало известно, что к концу 2020 года компания планирует отправить в производство серверный процессор Baikal-S.

### Дополнительные субсидии
К концу 2019 года, согласно данным «Спарк-Интерфакс», «Байкал Электроникс» получило 2,2 млрд руб. субсидий от Минпромторга:
| Субсидия | Распорядитель бюджетных средств | Дата            | Размер, ₽     | Перечислено, ₽                                                                              |
| --- | ------------------------------- | --------------- | ------------- | ------------------------------------------------------------------------------------------- |
| Субсидия российским организациям на финансовое обеспечение части затрат на создание научно-технического задела по разработке базовых технологий производства приоритетных электронных компонентов и радиоэлектронной аппаратуры | Минпромторг                     | 17 октября 2016 | 1 000 086 305 | 266 976 154 (2018 год) 333 121 725 (2017 год) 399 988 422 (2016 год)                        |
| Субсидии российским организациям на финансовое обеспечение части затрат на создание научно-технического задела по разработке базовых технологий производства приоритетных электронных компонентов и радиоэлектронной аппаратуры | Минпромторг                     | 13.10.2016      | 1 199 513 799 | 433 530 000 (2019 год) 355 250 769 (2018 год) 310 662 416 (2017 год) 100 070 615 (2016 год) |

Всего же компания получила от государства около 5 млрд руб.
11 февраля 2020 года было объявлено о подготовке к опытной эксплуатации на объектах ПАО «Газпром» промышленного оборудования на базе процессора Baikal-T1.

### Иск о нарушении сроков
24 августа 2020 года Арбитражным судом Москвы было принято исковое заявление Минпромторга о взыскании с «Байкал Электроникс» 500,5 млн руб. за нарушение сроков субсидированного государством выпуска российских ARM-процессоров Baikal-М. 10 декабря 2020 года суд первой инстанции принял решение полностью отказать в иске.
27 октября 2020 года было объявлено о возможной продаже принадлежащей «Т-Платформам» 60%-й доли «Байкал Электроникс» группе «Вартон» по оценочной стоимости 4 млрд руб. С того же момента «Вартон» начала активно участвовать в работе компании.

### Российский продукт 2-го уровня
30 октября 2020 года Минпромторг признал процессор Baikal-M микросхемой второго уровня, произведённой на территории РФ, в соответствии с утверждённым постановлением Правительства Российской Федерации от 17 июня 2015 года № 719.
27 ноября 2020 года стало известно, что на тайваньской фабрике TSMC компания разместила заказ на 13 000 чипов Baikal-M, а также планирует разместить заказ на 100 000 чипов в декабре 2020 и ещё на 100 000 в I квартале 2021 года. Компания рассчитывала начать поставку чипов из первой партии в 130 тыс. штук в III квартале 2021 г. Однако по имеющейся на сентябрь 2021 года информации поставки так и не были начаты. Причинами задержки в компании называют форс-мажорные обстоятельства: прерывание цепочек поставок из-за пандемии коронавирусной инфекции и возросшего в связи с ней спроса на полупроводниковую продукцию.

### Новые процессоры M/2, M/2+ и S
30 ноября 2020 года генеральный директор компании Baikal Electronics Андрей Евдокимов представил три новых процессора — «Baikal-М/2» (Baikal-M lite), «Baikal-М/2+» (Baikal-M lite+) и «Baikal-S». «Облегчённые» версии «Baikal-М/2» (Baikal-M lite) и «Baikal-М/2+» (Baikal-M lite+) планировалось построить по 28-нанометровому техпроцессу на 64-битных ядрах Arm Cortex-A57. Новые процессоры должны будут получить 512 Кбайт кэш-памяти на ядро, один контроллер оперативной памяти DDR3/DDR4, графические ядра Mali-T628. «Baikal-М/2» (Baikal-M lite) и «Baikal-М/2+» (Baikal-M lite+) планировалось оснастить интерфейсами PCIe Gen3 (4+4+4 линий), а также поддержкой интерфейса SATA III (6 Гбит/с). Процессор «Baikal-S» планируется производиться по 16-нанометровому техпроцессу. В его состав будут входить 48 ядер Arm Cortex-A75 с частотой 2 ГГц.

### Приобретение группой «Вартон»
В середине июня 2021 года сделка по продаже долей «Т-платформы» в «Байкал Электроникс» была закрыта, по её итогам «Вартон» получила более 70 % акций компании.

### Планы производства
2 июля 2021 года стало известно об утверждении советом директоров АО «Байкал Электроникс» новой продуктовой стратегии компании, согласно которой она инвестирует в разработку и производство процессоров 23 млрд руб. до 2025 года. Объявленные ранее планы по выпуску «Baikal-М/2» (Baikal-M lite) подтвердились, а запуск «Baikal-М/2+» (Baikal-M lite+) был отменён. Компания также заявила о том, что планирует к выпуску процессоры «Baikal» на архитектуре Armv9: Baikal-M2 для десктопов и моноблоков, Baikal-L для ноутбуков и планшетов, Baikal-S2 для систем хранения данных (СХД), серверов и суперкомпьютеров. Топологические нормы составят от 12 нм до 6 нм. Финансировать все проекты компания планирует за счёт собственных и заёмных средств, а также государственных субсидий.
В конце июля 2021 года стало известно, что компания разместила и полностью оплатила заказ на серверные процессоры Baikal-S на тайваньской фабрике TSMC.
9 августа 2021 года компания iRU заявила о запуске в серийное производство персональных компьютеров на базе Baikal-M.
По состоянию на июнь 2021 года в компании работали 120 сотрудников, около 60 % из них — специалисты в области разработки и производства микросхем и радиоэлектронной аппаратуры.
В декабре 2023 года резидент технополиса «Москва» разработал и запустил производство материнских плат под процессоры «Байкал» и «Элвис».

## Санкции
В 2022 году компания была включена в санкционные списки США в ответ на вторжения России на Украину, так как компания «производит компьютерные процессоры для российских военных».
15 марта 2022 года «Байкал Электроникс» внесена в санкционные списки Евросоюза.
8 апреля 2022 года «Байкал Электроникс» внесена в санкционный список Канады за «серьезное нарушение международного мира и безопасности».
4 мая 2022 года «Байкал Электроникс» внесена в санкционный список Великобритании за «получении выгоды от правительства России».
Кроме того, «Байкал Электроникс» входит в санкционные списки Швейцарии, Украины и Японии.
До марта 2022 года процессоры «Байкал» и «Эльбрус» выпускала тайваньская компания TSMC. В 2022 году иностранные компании, выпускавшие по заказам России процессоры, из-за международных санкций отказались исполнять эти заказы и отгружать уже произведенные чипы.
14 марта 2023 года мэйнтейнер сетевой подсистемы ядра Linux Якуб Кичиньский (пол. Jakub Kicinski) отказался принимать патчи от Сергея Сёмина, аргументируя свои действия следующим образом: «Нам неприятно принимать патчи, созданные на/имеющие какое-либо отношение к продуктам вашей организации». Сёмину рекомендовано воздержаться от участия в разработке сетевой подсистемы ядра Linux до получения уведомления. В патчах для сетевого драйвера stmmac была реализована поддержка GMAC и X-GMAC SoC Baikal, а также предложены общие исправления для упрощения кода драйвера.

## Испытания продукции

### Baikal-T1
20 октября 2017 года сообщалось об успешном завершении полного комплекса испытаний Baikal-T1 в испытательном центре ФГУП «Мытищинский научно-исследовательский институт радиоизмерительных приборов», в ходе которых производились замеры параметров и функциональный контроль под воздействием климатических факторов (нагрев до +70о и охлаждение до −60о, воздействие влаги и плесневых грибов) и других.

### Baikal-S
17 декабря 2021 года на ежегодной итоговой конференции «Байкал Электроникс» был представлен серверный процессор Baikal-S с 48 ядрами ARM Cortex-A75. Первый запуск отладочной платы с инженерным экземпляром Baikal-S был произведён 28 октября: запущена Linux-подобная операционная система. По итогам тестирования параметров Coremark, Whetstone и 7zip, Baikal-S показал, со слов разработчиков, «достаточно высокие результаты».